# Герман, Виктор Самуилович
Виктор Самуилович Герман (также Самуелович и Семёнович, англ. Victor Herman; 25 сентября 1915, Детройт — 1 марта 1985, Саутфилд, штат Мичиган) — советский и американский литератор, педагог-методист, автор учебных пособий по английскому языку для детей и взрослых, мемуарной и публицистической прозы на английском языке.

## Биография
Родился в Детройте в семье евреев-выходцев из Российской империи (ныне Украина) — Самуила (Сэма) Германа (1886—1953) и Розы Рухаминой (1888—1933). Его отец перебрался в Нью-Йорк в 1909 году, мать годом позже; после женитьбы они поселились в Детройте, где отец стал профсоюзным лидером на одном из автозаводов Генри Форда. Виктор с детства владел только английским языком и идишем. Когда ему было 16 лет семья, вместе с другими прокоммунистически настроенными рабочими автомобильных заводов Форда, перебралась в СССР на строительство Горьковского автомобильного завода (в сентябре 1931 года). Его родители умерли в Горьком (мать в 1933 году, отец в 1953 году).
Занимался авиационным и парашютным спортом, лёгкой атлетикой и боксом. 6 сентября 1934 года установил мировой рекорд по затяжным прыжкам с парашютом (142 секунды свободного полёта с высоты 24000 футов). Рекорд не был формально зафиксирован, так как выяснилось, что Герман был американским гражданином (семья отказалась от американского гражданства и получила советское только в 1936 году). Участвовал в подготовке к рекордному затяжному прыжку Николая Евдокимова. Вместе с братом играл за команду Горьковского автозавода по бейсболу.
В конце 1937 года отчислен из Высшей парашютной школы Осовиахима под Москвой, был инструктором физкультуры общества «Спартак» в Горьком. 20 июля 1938 года арестован и осуждён по статье 58-6 (шпионаж) на 10 лет ИТЛ. После освобождения в 1949 году — в ссылке в Красноярске, работал тренером по боксу в спортклубе общества «Динамо» и начальником крайсовета общества «Спартак», в 1951 году тренером в Енисейске. Среди воспитанников в Красноярске — боксёр-тяжеловес Юрий Овчинников, чемпион РСФСР В. Войлошников, Б. Кокорин. В 1953 году работал начальником отдела Крайсовета общества «Спартак», жил в г. Красноярске, повторно арестован по статье 58-6, приговорён Особым совещание к ссылке на поселение в Красноярский край. Всего провёл 18 лет в исправительно-трудовых лагерях и в ссылке (реабилитирован в декабре 1955 года). В 1949 году, уже в Красноярске, познакомился со своей будущей женой Галиной и в 1959 году, вскоре после обретения свободы передвижения, поселился в Кишинёве, где жил с женой и двумя дочерьми до повторной эмиграции в Детройт в феврале 1976 года.
В 1959—1960 годах был старшим тренером сборной Молдавской ССР по боксу, затем в силу квартирного вопроса поселился в Ченешеуцах, где работал в совхозе, через год вновь назначен старшим тренером в Кишинёве, но вскоре подал документы на репатриацию в США и оставил тренерскую работу. Занимался переводами с английского и на английский язык, написал несколько учебных книжек стихов и прозы для детей и юношества («Humpty-Dumpty», «Hello, Children!»), пособия по английскому языку («Английский язык для самых маленьких», «Sport»), был консультантом по английскому языку при Союзе кинематографистов Молдавии и учителем английского языка в детском саду и на курсах повышения квалификации учителей. С 1970 года продолжал подавать петиции на репатриацию ежегодно, пока благодаря вмешательству Госдепартамента США не получил разрешение на отъезд. После возвращения в США подал иск на 10 миллионов долларов против Ford Motor Co (1978), требуя компенсации за невыполненные условия по возвращению рабочих на родину после окончания контракта по строительству Горьковского автомобильного завода. Ответчик утверждал, что рабочие завербовались и остались в СССР в силу собственных убеждений.
По его книге «Coming Out of the Ice» (Из-подо льдов, 1979) в 1982 году на CBS-TV был поставлен одноимённый телевизионный фильм (роль Виктора Германа сыграл Джон Сэвидж). Написал также книги «The Gray People» (Серые люди, 1981) о судьбе 300 рабочих автомобильных заводов Форда, отправленных на работы в СССР, «Realities: Might and Paradox in Soviet Russia» (Реальность: Власть и парадокс в Советской России, 1982) и «Six Countries to the United States» (В шести странах от Америки, 1984). Публиковал публицистические и аналитические статьи в различных периодических изданиях.
Его старший брат Лео Герман (1911—1974) женился на оставшейся в СССР первой жене американского профсоюзного деятеля Уолтера Рейтера (1907—1970) Люсиль (Lucille); впоследствии покончил с собой. Две сестры — Роза Мириам Герман (1925—?, врач-патологоанатом) осталась в СССР, Ребекка Кемсли (Rebecca E. Kemsley, в первом браке Laing, 1913—1994) вернулась в США в начале 1930-х годов.

## Книги
- Английский язык для самых маленьких: стихи, игры, песни и загадки на английском языке для детей дошкольного и младшего школьного возраста. Кишинёв: Картя молдовеняскэ, 1964.
- Sport. Учебное пособие по английскому языку. М.: Высшая школа, 1968. — 128 с.
- Humpty-Dumpty/Шалтай-Болтай: весёлые стихи, загадки, песни, рисунки (книжка-игрушка на английском языке). М.: Малыш, 1969.
- Coming Out of the Ice: An Unexpected Life. Freedom Press, 1979 (второе издание — 1984, 18 переизданий). На французском языке — Le survivant des glaces, Robert Laffont: Париж, 1984 и Женева: Editions de l’Agora, 1984; на африкаанс — Herbore uit die ys: 'n onverwagte lewe, Кейптаун: HAUM, 1984.
- The Gray People: Hundred of Americans Murdered in the Gulag (sexual abuse of political prisoners). Independent Publishing House, 1981.
- Realities: Might and Paradox in Soviet Russia (с Fred E. Dohrs). Independent Publishers, 1982.
- Six Countries to the United States. Vantage Press: Нью-Йорк, 1984.